# Zeev Sternhell
Zeev Sternhell (Przemyśl, 10 aprile 1935 – Gerusalemme, 21 giugno 2020) è stato uno storico israeliano di origine polacca.
Sternhell fu, secondo Roger Griffin, uno dei massimi esperti mondiali del fascismo e un importante militante del movimento Peace Now. Guidò il Dipartimento di Scienze Politiche dell'Università Ebraica di Gerusalemme e scrisse sul quotidiano israeliano Haaretz. Fu insignito del Premio Israele per le Scienze Politiche nel 2008.

## Biografia
Zeev Sternhell nacque a Przemyśl, Polonia da un'influente famiglia laica ebraica. Suo nonno e suo padre erano commercianti tessili. Quando la Russia occupò la Polonia orientale, le truppe sovietiche occuparono la sua abitazione. Suo padre morì di cause naturali. Pochi mesi dopo l'Operazione Barbarossa, la famiglia fu inviata nel ghetto.
Sua madre e sua sorella maggiore, Ada, furono uccise dai nazisti quando egli aveva sette anni. Uno zio ottenne il permesso di lavorare fuori del ghetto lo fece uscire di nascosto rifugiandosi a Leopoli. Lo zio trovò un ufficiale polacco che li volle aiutare. Munito di falsi documenti ariani, Sternhell visse con sua zia, suo zio e un cugino come un cattolico polacco. Dopo la guerra, fu battezzato, assumendo il nome polacco di Zbigniew Orolski. Divenne chierichetto nella Cattedrale di Cracovia. Nel 1946, all'età di 11 anni, Sternhell fu mandato in Francia su un treno di bambini organizzato dalla Croce Rossa e lì visse con una sua zia. Imparò il francese e fu accolto in una scuola di Avignone dopo una dura selezione.
Nell'inverno del 1951, all'età di 16 anni, Sternhell emigrò in Israele sotto gli auspici della Aliyat Hano'ar (Gioventù dell'Aliyat), e fu inviato nel villaggio della gioventù di Magdiel. Negli anni cinquanta, Sternhell servì come comandante nella 1ª Brigata di fanteria "Golani". Combatté nella guerra dei sei giorni, nella guerra del Kippur e nella guerra del Libano.
Nel 1957-1960 studiò storia e scienze politiche nell'Università Ebraica di Gerusalemme, laureandosi col massimo dei voti e la lode. Nel 1969, conseguì un Ph.D. nell'Institut d'études politiques de Paris per la sua tesi su Le idee sociali e politiche di Maurice Barrès.
Sternhell visse a Gerusalemme con sua moglie Ziva, una storica dell'arte. Ebbero due figlie.

## Carriera accademica
Nel 1976, Sternhell divenne condirettore del The Jerusalem Quarterly, rimanendo un contributore attivo fino al 1990. Nel 1981, divenne professore di Scienza Politica nell'Università Ebraica di Gerusalemme. Nel 1989, fu nominato alla cattedra Léon Blum di Scienza Politica nella stessa Università e diventò membro del Comitato editoriale di History and Memory. Nel 1991, il governo francese lo insignì del titolo di "Cavaliere dell'Ordine di Arti e Lettere" per il suo notevole contributo alla cultura francese e nel 1996 divenne membro del Comitato editoriale del Journal of Political Ideologies.

## Ricerche
Zeev Sternhell ha sostenuto la tesi secondo la quale la genesi del fascismo si trova in Francia e risale alla fine del XIX secolo, ben prima che esso si manifestasse in Italia il secolo successivo.
Renzo De Felice si trovava però in larga parte concorde con Zeev Sternhell nella sua analisi del fascismo e su una centrale radice sorelliana e sindacalista rivoluzionaria nel movimento e nel regime di Benito Mussolini.
Anche Augusto Del Noce sostenne che l'intuizione storiografica di Sternhell sul fascismo rimane la più acuta.
Le sue ricerche sulla genesi dello Stato d'Israele hanno peraltro suscitato atti criminosi nei suoi confronti.
Come militante del movimento pacifista Peace Now, Sternhell ha scritto spesso in termini assai critici nei confronti della politica espressa dal suo Paese con la sua protratta occupazione di territori strappati agli arabi nel corso essenzialmente della guerra dei sei giorni e nei confronti del popolo palestinese.
In The Founding Myths of Israel ("I miti fondatori d'Israele", pubblicato in ebraico nel 1995) Sternhell afferma che la principale giustificazione morale che i sionisti seguitano a dare della fondazione d'Israele nel 1948 è quella dello "storico diritto ebraico alla terra". Nella conclusione, egli scrive:

«In fact, from the beginning, a sense of urgency gave the first Zionists the profound conviction that the task of reconquering the country had a solid moral basis. The argument of the Jews' historical right to the land was merely a matter of politics and propaganda. In view of the catastrophic situation of the Jews at the beginning of the century, the use of this argument was justified in every way, and it is all the more legitimate because of the threat of death hanging over the Jews. Historical rights were invoked to serve the need of finding a refuge.»

Sternhell è convinto che dopo la guerra dei sei giorni nel 1967, la minaccia per gli ebrei si è dissolta: cosa che ha mutato la base morale per conservare quanto conquistato:

«No leader was capable of saying that the conquest of the West Bank lacked the moral basis of the first half of the twentieth century, namely the circumstances of distress on which Israel was founded. A much-persecuted people needed and deserved not only a shelter, but also a state of its own. [...] Whereas the conquests of 1949 were an essential condition for the founding of Israel, the attempt to retain the conquests of 1967 had a strong flavor of imperial expansion.»

Sternhell considera gli insediamenti ebraici nella Cisgiordania come l'espressione della volontà del Sionismo religioso e di una parte del Sionismo laburista e che la parte più moderata del Sionismo laburista è stata incapace di contrastare, poiché questa volontà era in linea con le convinzioni sioniste più profonde. Egli vede gli insediamenti ebraici nella Cisgiordania come un pericolo per "la capacità d'Israele di svilupparsi come una società libera e aperta", dal momento che Israele considera la soddisfazione delle sue pulsioni nazionalistiche prevalente su quelle sociali e liberali.
Egli afferma che qualcosa è fondamentalmente cambiato con gli Accordi di Oslo: "Nella storia del Sionismo, gli Accordi di Oslo costituiscono un punto nodale, una vera rivoluzione. Per la prima volta nella sua storia, il movimento nazionale israeliano riconosce uguali diritti al popolo palestinese alla libertà e all'indipendenza". Egli conclude scrivendo che: "il solo fattore incerto attualmente è il prezzo morale e politico che la società israeliana è disposta a pagare per superare la resistenza opposta dal nocciolo duro dei coloni che si oppongono a ogni giusta e ragionevole soluzione".

### Controversia col movimento dei coloni israeliani
Sternhell vinse il Premio Israele per le Scienze Politiche nel febbraio 2008. Le sue idee politiche, messe in luce dai media, provocarono reazioni tempestose, specialmente tra i sostenitori del movimento dei coloni. I sostenitori di Sternhell rivelarono che egli era stato ripetutamente minacciato in modo violento per le sue opinioni. I suoi detrattori hanno detto che gli scritti di Sternhell appoggiano il terrorismo e promuovono la situazione di violenza operata contro i coloni ebrei in Cisgiordania e negli altri territori palestinesi occupati.
Quanti erano ostili alla concessione del Premio a Sternhell misero in circolazione traduzioni inglesi di dichiarazioni alla stampa concesse nel febbraio del 2008. Essi citavano quanto detto da Sternhell sul giornale Davar nel 1988 in appoggio all'uso della forza da parte del governo israeliano contro i coloni israeliani a Ofra, ricordando il suo intervento su Haaretz (2001) quando sosteneva "la legittimità della resistenza armata" da parte palestinese.

## Attentato
Il 25 settembre del 2008, Sternhell fu oggetto di un attentato dinamitardo nella sua stessa abitazione, che lo ferì non gravemente. La polizia di Gerusalemme, che ha rivelato di aver rinvenuto sulla scena del crimine volantini che offrivano una ricompensa di più di 1 milione di sicli (approssimativamente pari a 300 000 dollari) per chiunque avesse ucciso componenti di Peace Now, sospetta che egli sia rimasto vittima di un'aggressione perpetrata da estremisti di destra a causa delle sue idee. Dal suo letto d'ospedale, Sternhell ha dichiarato che "la realtà dell'attentato illustra la fragilità della democrazia d'Israele, e l'urgente bisogno di difenderla con determinazione e di risolvere il problema". "A livello personale - ha continuato - se l'intenzione era quella di terrorizzarmi, è chiarissimo che io non sono facilmente spaventabile; ma i perpetratori [dell'atto criminoso] hanno tentato di colpire non soltanto me, ma ogni appartenente della mia famiglia che avrebbe potuto aprire la porta di casa [dove era stata collegata la bomba], e per questo non può esserci modo di assolvere e dimenticare".
Dopo essere stato dimesso dall'ospedale, Sternhell affermò che avrebbe continuato a dar voce alle sue opinioni. Il ministro degli esteri francese, Bernard Kouchner, condannò il crimine, dicendo: "L'aggressione al Professor Sternhell è un'aggressione ai valori della pace e della fratellanza che sono serviti da ispirazione ai padri fondatori d'Israele".

## Opere pubblicate
- Maurice Barrès et le nationalisme française, Paris, Armand Colin et Presse de la Fondation nationale des Sciences Politiques, 1972; nuova ed. ampliata Paris, Fayard, 2000.
- "Fascist Ideology", Fascism, A Reader's Guide, Analyses, Interpretations, Bibliography, edited by Walter Laqueur, University of California Press, Berkeley, 1976. pp. 315–376.
- La Droite révolutionnaire 1885-1914. Les origines françaises du fascisme, Paris, Seuil, 1978; nuova ed. ampliata Paris, Fayard, 2000; trad it. La Destra Rivoluzionaria. Le origini francesi del fascismo, Milano, Corbaccio, 1997 ISBN 88-7972-254-9.
- Ni droite ni gauche. L'ideologie fasciste en France, Paris, Seuil, 1983; IV ed. ampliata Paris, Gallimard, 2012; trad ingl. Neither Right nor Left: Fascist Ideology in France, Berkeley, University of California Press, 1986; nuova ed. Princeton, Princeton University Press, 1995 ISBN 0-691-00629-6; trad. it. Né destra né sinistra. La nascita dell'ideologia fascista, Akropolis, Napoli, 1985 - nuova ed.Né destra né sinistra. L'ideologia fascista in Francia, Milano, Baldini & Castoldi,1997 ISBN 88-85987-76-1.
- Naissance de l'ideologie fasciste, avec M. Sznajder et M. Ashéri, Paris, Fayard, 1989, nuova ed. Paris, Gallimard 2010; trad. ingl. The Birth of Fascist Ideology, Princeton University Press, 1989, 1994 (ISBN 0-691-03289-0) (ISBN 0-691-04486-4; trad. ital. La nascita dell'ideologia fascista, Milano, Baldini e Castoldi, 2002 ISBN 88-8490-175-8
- Aux Origines d'Israel (1904-1948. Entre nationalisme et socialisme, Paris, Fayard, 1996, nuova ed. ampliata Paris, Gallimard, 2004; trad. ingl. Founding Myths of Israel: Nationalism, Socialism, and the Making of the Jewish State, Princeton University Press, 1999 (ISBN 0-691-00967-8; e-book ISBN 1-4008-0770-0) (abstract); trad. it. Nascita di Israele. Miti, storia, contraddizioni, Milano, Baldini & Castoldi, 1999; nuova ed. 2008 ISBN 978-88-6073-222-4
- Les Anti-Lumières: du XVIIIe siècle à la guerre froide, Paris, Fayard, 2006; nuova ed. ampliata Paris, Gallimard 2010; trad. ingl. ampliata The Anti-Enlightment Tradition, New Haven, Yale University Press, 2010; trad. it.Contro l'illuminismo. Dal XVIII Secolo alla Guerra Fredda, Milano, Baldini e Castoldi Dalai, 2007 ISBN 978-88-6073-060-2
- Histoire et Lumières. Changer le monde par la raison. Entretiens avec Nicolas Weill, Paris, Albin Michel, 2014; ISBN 9782226246318.